# Агонданж
Агонданж (фр. Hagondange) је насељено место у Француској у региону Лорена, у департману Мозел.
По подацима из 2011. године у општини је живело 9384 становника, а густина насељености је износила 1706,18 становника/km².

## Демографија
| 1962.  | 1968.  | 1975.  | 1982. | 1990. | 2011. |
| ------ | ------ | ------ | ----- | ----- | ----- |
| 10.073 | 10.567 | 10.048 | 9.091 | 8.222 | 9.384 |